# Přelouč
Přelouč település Csehországban, a Pardubicei járásban. Přelouč Valy, Veselí, Brloh, Břehy, Pardubice, Semín, Poběžovice u Přelouče, Přelovice, Řečany nad Labem, Jankovice, Jedousov, Mokošín, Lipoltice, Živanice és Zdechovice településekkel határos. Lakosainak száma 10 137 fő (2024. január 1.).

## Népesség
A település lakosságának változását az alábbi diagram mutatja:
| Lakosok száma | 4161 | 5359 | 5154 | 5644 | 8865 | 9144 | 9258 | 9659 | 9315 | 10 137 |
|               | 1869 | 1890 | 1921 | 1950 | 1980 | 2001 | 2017 | 2019 | 2022 | 2024   |